# Йост, Дэвид
Дэвид Йост — автор и композитор песен, музыкальный продюсер и аранжировщик. Работал со многими популярными исполнителями, среди которых: Леди Гага, Tokio Hotel, Limp Bizkit и др.

## Биография

### Ранние годы
Дэвид Йост родился 12 августа 1972 года в Гамбурге. В возрасте 12 лет Дэвид начал танцевать брейк, он был диджеем и рисовал граффити, а затем выиграл немецкий чемпионат по брейк-дансу в 1986 году. В 90-е годы Дэвид Йост работал совместно с несколькими немецкими музыкантами, такими как: Franz Plasa, Michel Van Dyke, Stefan Knoess, Andreas Herbig, и т. д. Участвовал в нескольких проектах c Neil Hickethier и Ian O’Brien-Docker (Totally Alright), а также Glass и Bed and Breakfast. Дэвид Йост спродюсировал ремиксы вместе с другим композитором Дэйвом Ротом для Faith Hill, The Doors, The Corrs, Mötley Crüe и Jewel. Далее Дэвид Йост и Дэйв Рот написали радио-хит «Undone», а также написали слова, музыку и спродюсировали композицию «Joyride» для рекламной кампании на европейском телевидении известного производителя пива Veltins.

### Характеристика
За всю международную карьеру Дэвида Йоста, как автора и композитора песен, музыкального продюсера и аранжировщика насчитывается 74 платиновых дисков и 108 золотых дисков, а также 14 хитов № 1. Он поработал со многими артистами, альбомы которых по продажам достигли платинового статуса, а именно с: Lady Gaga, Крисом Брауном, Tokio Hotel, Limp Bizkit, Селеной Гомес, Нелли Фуртадо, Кери Хилсон, Аурой Дион, Адамом Ламбертом и т.д. Для Tokio Hotel Дэвид Йост не только спродюсировал и аранжировал шесть синглов-хитов № 1, получивших платиновый статус, а также три платиновых альбома, попавших в чарты на первые места, но был их менеджером, помогая группе достичь популярности. Tokio Hotel стали самой большой международной рок-группой, вышедшей из Германии за последние два десятилетия. Результатом работы Дэвида Йоста с Tokio Hotel стали 87 медиа-награды, включая 4 награды MTV European Music Awards, награду MTV Video Music award в Японии, 4 награды MTV Latin Music Awards в Латинской Америке, плюс награду за песню года «Monsoon», а также награду MTV Video Music Award в Америке («Лунный человечек»). И хотя Дэвид Йост направлял и развивал музыкальные карьеры больших медиа-артистов, сам он очень редко и неохотно дает интервью для прессы. Известно, что он принципиально не дает никаких интервью на телевидении. От GEMA (немецкий эквивалент ASCAP/BMI) Дэвид Йост получил награду, как лучший композитор Германии (категория: рок и поп-музыка). На данный момент работает в студиях Лос-Анджелеса, Калифорния.

### Композитор и автор песен, продюсер и аранжировщик
Дэвид Йост написал песню «Love Will Remember» для Селены Гомес. 1-го августа 2013 года вместе с новым альбомом Гомес «Stars Dance»  композиция Йоста попала сразу же на первое место в чартах американского Billboard. Дэвид написал эту песню вместе со своими продакшн-партнерами Rock Mafia и Селеной. Для такого артиста и победителя «Грэмми», как Крис Браун, Дэвид Йост написал и стал сопродюсером песни «Nobody’s Perfect», которая войдет в новый альбом Брауна под названием «X», в создании песни также принимали участие сам Крис Браун, Лукас Хильберт, Showtek, K. C. Livingston. Вместе с иконами «Новой немецкой волны» (Neue Deutsche Welle) Ингой Хумпе и Томми Эккартом Дэвид написал и спродюсировал песню ‘Bei Dir Bin Ich Schön’, которая вошла в новый альбом берлинской инди-электро группы 2Raumwohnung «Achtung Fertig» в качестве ведущего сингла. Для Кери Хилсон Дэвид Йост написал и спродюсировал сингл-хит № 1 «I Like», который достиг платинового уровня и стал первым хитом № 1 для Кери Хилсон в Германии. Дэвид Йост сделал новую аранжировку и ремикс для певицы Lady Gaga на песню «Born This Way (Jost & Naaf Remix)», который вошёл, как единственный ремикс в международную версию альбома Гаги «Born This Way», разошедшегося 7-миллионным тиражом. В 2011 году Дэвид спродюсировал радио-микс сингла Гаги «Marry the Night (David Jost Twin Radio Mix)». Сразу же после этого Дэвид Йост спродюсировал ремикс для хитового сингла Limp Bizkit «Shotgun», он написал музыку и слова, спродюсировал и аранжировал мультиплатиновый сингл-хит «Geronimo» с Аурой Дион и Joacim Persson. Песня достигла первого места в радио-чартах и удерживалась там в течение нескольких недель и уже 6 раз достигала платинового статуса по продажам в европейских странах. Второй сингл Дион «Friends» в её хитовом альбоме «Before the Dinosaurs» написан Аурой Дион и Дэвидом Йостом, а спродюсирован Дэвидом Йостом и Rock Mafia. Сингл вышел в 2012 году и попал на первое место в официальных чартах немецкого радио. Хайди Клум выбрала композицию Дэвида Йоста «Girls Beautiful» (которую он также спродюсировал и аранжировал) как тематическую песню последнего сезона шоу «Топ-модель по-немецки». Вместе с солистом группы Tokio Hotel Биллом Каулитцем Дэвид сочинил сингл-хит № 1 Monsoon, который достиг мультиплатинового статуса. Дэвид также спродюсировал и аранжировал «Monsoon», который множество раз был назван лучшей песней во многих странах, например «Лучшая песня года» по версии MTV в Мексике (Латинская Америка). Кроме сингла «Monsoon» Дэвид Йост спродюсировал ещё 5 других синглов группы Tokio Hotel, который стали хитами № 1 и достигли платинового статуса по продажам. Дэвид полностью спродюсировал мультиплатиновый альбом «Scream» группы Tokio Hotel, который достиг золотого и платинового статуса по всему миру.

## Саундтреки к фильмам и рекламам
Дэвид Йост написал песни и для кино и мультипликационных фильмов, включая «Алису в Стране чудес» Тима Бертона.
Для американской кинокомпании Sony Pictures US Дэвид Йост написал и спродюсировал композицию «By your Side», которая стала саундтреком к фильму «Выпускной» («Prom Night»).
Песня Дэвида Йоста «I like» в исполнении Кери Хилсон стала тематической песней к фильму Тиля Швайгера «Красавчик 2».
Песня «Half a Dream Away» в исполнении Blind стала саундтреком к фильму «Фирма».
Для блокбастера «Schlussmacher» Маттиаса Швайгхефера Дэвид Йост написал сингл-хит «Hurt Lovers», который был исполнен британской группой Blue. Этот трек стал также тематической песней блокбастера Швайгхефера.
Дэвид Йост писал музыку для телевизионных кампаний и реклам самых разных брендов, включая BMW, Mercedes, Veltins и Verizon/Motorola. Композиция Дэвида Йоста «Human connect to human» была выбрана компанией Verizon для продвижения в Америке своего продукта-телефона Motorola Droid.